# Mělník (nádraží)
Mělník je železniční stanice v okresním městě Mělník ve Středočeském kraji na řece Labi. Leží na tratích Lysá nad Labem – Ústí nad Labem a Mladá Boleslav – Mělník. Stanice je elektrizovaná (3 kV ss). Ve směru na Ústí nad Labem odbočuje vlečka do přístavního kontejnerového terminálu Mělník, též označováno jako nákladní stanice Mělník Labe. V Mělníku se dále nachází železniční zastávka Mělník-Mlazice.

## Historie
Stanice byla vybudována jakožto součást Rakouské severozápadní dráhy (ÖNWB) spojující Vídeň a Berlín, autorem univerzalizované podoby stanic pro celou dráhu byl architekt Carl Schlimp. 1. ledna 1874 byl s mělnickým nádražím uveden do provozu celý nový úsek trasy z Lysé do stanice Ústí nad Labem-Střekov. V červnu 1897 došlo díky lokálním investicím a iniciativě ÖNWB k dokončení železničního spojení s Mšenem, které bylo roku 1905 prodlouženo do Mladé Boleslavi.
Roku 1909 byl zdvoukolejněn úsek Lysá nad Labem - Mělník, kompletní druhá kolej byla mezi Kolínem a Děčínem dokončena během první světové války, zejména s pracovním nasazením ruských válečných zajatců. Elektrický provoz byla na trati procházející stanicí zahájen roku 1958.